# Gertrude Schoepperle
Gertrude Schoepperle (també coneguda com a Gertrude Schoepperle Loomis) (Oil City, Pennsilvània, 15 de juliol de 1882 - Poughkeepsie, Nova York 11 de desembre de 1921) fou una romanista i celtòloga estatunidenca d'origen alemany per part de pare.

## Vida i obra
Gertrude Schoepperle estudiar al Wellesley College, al Radcliffe College, i, a continuació, a Múnic i París (amb Ferdinand Lot, Joseph Bédier i Henri d'Arbois de Jubainville), així com a Dublín. El 1909 va obtenir el títol de doctora al Radcliffe College amb la tesi Tristan and Isolt. A study of the sources of the romance (Frankfurt a.M./Londres, 1913, Nova York, 1960, 1963, 1970). De 1912 a 1913 donar classes d'anglès a la Universitat de Nova York; des de 1911 fins al 1919 va ensenyar a la Universitat d'Illinois a Urbana-Champaign, on impulsà un projecte d'estudis cèltics que finalment va fracassar. De 1919 a 1921 va ensenyar francès a Vassar College.
Gertrude Schoepperle es va casar amb Roger Sherman Loomis l'agost de 1919, matrimoni que durà fins a la seva mort prematura, per una peritonitis el 1921.

## Altres obres
- (Ed. amb Andrew O'Kelleher), Betha Colaim chille. Life of Columcille, compiled by Manus O'Donnell in 1532, Urbana, 1918; Dublín, 1994
- (Traductora, amb Myrrha Lot-Borodine) Lancelot et Galaad mis en nouveau langage, Nova York, 1926
- Tristan and Isolt. A study of the sources of the romance, Frankfurt a. M./Londres, 1913, Nova York, 1960, 1963, 1970).